# Paial
Paial este un oraș în Santa Catarina (SC), Brazilia.